# Тринаеста пролетерска ударна бригада
Тринаеста пролетерска народно-ослободилачка ударна бригада „Раде Кончар“ је формирана 7. новембра 1942. године у селу Горњем Сјеничаку, код Вргинмоста, од Првог батаљона Хрватске и Жумберско-покупског НОП одреда. Имала је три батаљона, чету за везу и митраљеску чету, с око 684 борца. 8. октобра 1943. бригада је бројала 1240, 9. октобра 1944. око 1800 бораца, а 13. маја 1945. око 2.500.
Од формирања 7. новембра 1942. до 11. децембра 1942. године звала се Тринаеста хрватска бригада „Јосип Краш“, када је, на предлог ЦК КПХ и по одобрењу ЦК КПЈ и Врховног штаба, наредбом Главног штаба НОВ и ПО Хрватске, проглашена пролетерском и добила назив „Раде Кончар“.
Први командант бригаде био је Раде Булат, народни херој, а политички комесар Божо Спачек.
Бригада је, на свом ратном путу, прешла око 17.000 километара. У њеним јединицама борило се више од 9.000 бораца (око 4.300 из Хрватске, 3.000 из Србије, 600 из Словеније, око 360 из Босне и Херцеговине). Током рата погинуло је око 2.100 њених бораца.
Одликована је Орденом народног хероја Југославије, Орденом народног ослобођења, Орденом партизанске звезде и Орденом братства и јединства.

## Борбени пут бригаде
Одмах после формирања, извела је напад на усташко упориште Св. Јану. Дана 14/15. новембра, када је заробила 34 усташе и жандарма, а протерала их је из Новог Села, Стојдраге и Горње Васи. Садејствовала је 5. словеначкој бригади „Иван Цанкар” у заузимању Сухора, када је убијено и заробљено 120 Италијана и припадника Беле гарде. Заједно с 4. кордунашком бригадом, ослободила је, 1—2. јануара 1943, Крашић; више од 500 усташа и домобрана избачено је из строја, од којих 192 мртва и 314 рањених и заробљених. После разарања пруге Загреб—Карловац и Карловац—Метлика, у првој половини јануара, учествовала је, заједно с 4. кордунашком и словеначким бригадама Првом „Тоне Томшич", Четвртом „Матија Губец” и Петом „Иван Цанкар", од 30. јануара до 2. фебруара, у разбијању италијанско-усташке офанзиве на Жумберку. У периоду март-јул успешно је водила борбе против италијанских и усташко-домобранских снага, које су настојале да окупирају ослобођене територије у Жумберку. Повремено је прелазила на територију Словеније, у Белу крајину и Долењску, где се посебно истакла у борбама против италијанско-белогардистичких снага. После повратка на територију Жумберка, формиран је, 26. маја, и њен 4. батаљон, чиме је бригада повећала ударну снагу. Два дана касније, 28/29. маја, извршила је напад на Једриличарску школу у Св. Недељи код Загреба, и заробила 130 домобрана, питомаца и официра, уништила 2 авиона, 4 једрилице, све разоружала је домобранске посаде у Печеници, Брезовици и Одри, а месец касније, 7. јула, разбила је и разоружала домобранско-жандармеријску посаду јачине више од 100 војника у Лекенику, разорила део пруге и уништила складишта и велики број вагона и локомотива. У борби код Дубранеца разбила је јаке немачке снаге и нанела им губитке; 18/19. августа разбила је домобранску посаду у Реметинцу, и немачку у Бузину, недалеко од Загреба. Веома тешке борбе водила је 27. септембра против јаких немачких и усташко-домобранских јединица, које су тенковима, оклопним колима и уз подршку авијације напале њене положаје. И поред осетних губитака бригада је успела да одбаци непријатељске снаге према Крашићу. Током септембра попуњена је новим борцима, међу којима је било и 200 бораца из 13. дивизије, што је омогућило формирање њеног 5. батаљона. После тешких борби у другој половини октобра, с немачким снагама у Жумберку, ушла је, почетком новембра, по наређењу ВШ, у састав 1. пролетерске дивизије. У врло тешким условима извела је марш од Карловца до Травника (око 700 километара), где је дејствовала од краја новембра. У тешким борбама које је успешно водила против 13. пука 7. СС-дивизије „Принц Еуген” код Пакларева и делова 1. брдске немачке дивизије код Мудрика и Гостиља, нанела је немачким снагама велике губитке, али је и бригада имала око 115 погинулих, рањених и несталих бораца.
Током зиме и пролећа 1944, водила је борбе против 7. СС-дивизије, усташких, домобранских и четничких јединица на терену Јајца, Травника, Мркоњић Града и Теслића. У време десанта на Дрвар, заједно с 1. и 3. пролетерском (крајишком), затварала је правац према Јајцу и Мркоњић Граду, а у јуну је водила борбе с немачким снагама на терену Виторога, Радуше, Радована и Враниће. У току лета 1944. учествовала је у борбама око Фоче, у Санџаку, на Палисаду, у ослобођењу Лајковца и Лазаревца, 18. септембра, и у Београдској операцији. Од краја новембра до почетка априла 1945. године борила се на Сремском фронту, у рејону Илок-Товарник; учествовала је у пробоју Сремског фронта и гоњењу непријатеља према северозападу земље. Крај рата је дочекала у Загребу.

## Народни хероји Тринаесте пролетерске бригаде
Орденом народног хероја одликовано је 13 бораца Тринаесте пролетерске бригада, од чега њих петоро постхумно.
- Анте Банина
- Маријан Бадел
- Раде Булат
- Симо Вучинић
- Милош Вучковић
- Иван Денац
- Милан Жежељ
- Војислав Иветић
- Богдан Мамула
- Милан Мраовић
- Душан Пекић
- Илија Поповић
- Динко Шуркало